# C27H27NO2
化学式C27H27NO2（摩尔质量：397.518 g/mol）可以指：
- JWH-243，CAS号：914458-38-1
- JWH-292，CAS号：914458-25-6
- JWH-367，CAS号：914458-30-3
- CHM-081，CAS号：1373876-34-6

|  | 这个同类索引页列出了具有相同分子式的化学物（即同分異構體）条目。 除非您是有意链接至本页，否则应将相应条目的内部链接指向正确的条目。 |